# Canton de Saint-Aignan-sur-Roë
Le canton de Saint-Aignan-sur-Roë est une ancienne division administrative française située dans le département de la Mayenne et la région Pays de la Loire.

## Géographie
Ce canton est organisé autour de Saint-Aignan-sur-Roë dans l'arrondissement de Château-Gontier. Son altitude varie de 20 m (Renazé) à 112 m (La Rouaudière) pour une altitude moyenne de 91 m.

## Histoire
Ancien pays du Haut-Anjou dépendant de Château-Gontier.

## Représentation

### Conseillers généraux de 1833 à 2015
| Période | Période          | Identité                            | Étiquette                     | Qualité |
| ------- | ---------------- | ----------------------------------- | ----------------------------- | --- |
| 1833    | 1835 (décès)     | Joseph Halligon (1776-1835)         |                               | Agriculteur, maire de Craon |
| 1835    | 1858             | Joseph Salmon                       |                               | Propriétaire, maire de Bazouges |
| 1858    | 1871             | Baron Stéphane de Pierres           |                               | Propriétaire, premier écuyer de l'impératrice Eugénie, député (1863-1870)                                                             |
| 1871    | 1895 (décès)     | Anatole Pouria                      | Droite                        | Propriétaire à La Roë, ancien attaché au ministère de l'Intérieur                                                                     |
| 1895    | 1914 (décès)     | Comte René-Joseph-Victor du Boberil | Monarchiste, Droite           | Éleveur, maire de Saint-Saturnin-du-Limet, propriétaire du château de Beauchêne                                                       |
| 1914    | 1940             | Victor Jallot                       | URD                           | Médecin à Renazé, nommé conseiller départemental en 1943                                                                              |
|         |                  |                                     |                               | |
| 1945    | 1949             | Francis Ferré                       | Rad.                          | Agriculteur à Saint-Aignan-sur-Roë |
| 1949    | 1995 (décès)     | Paul Vivien                         | MRP puis CD puis CDP puis DVD | Agriculteur, maire de La Rouaudière                                                                                                   |
| 1995    | 2001 (démission) | André Baslé                         | UDF-FD                        | Chef d'entreprise, ancien adjoint au maire de Renazé, conseiller régional                                                             |
| 2001    | 2015             | Élisabeth Doineau                   | UDF puis AC-UDI               | Maire de La Rouaudière (1995-2008), puis conseillère régionale, sénatrice depuis 2014, élue en 2015 dans le canton de Cossé-le-Vivien |

### Conseillers d'arrondissement (de 1833 à 1940)
Le canton de Saint-Aignan avait deux conseillers d'arrondissement.
| Période                                  | Période      | Identité                  | Étiquette    | Qualité |
| ---------------------------------------- | ------------ | ------------------------- | ------------ | --- |
| 1833                                     | 1839         | M. Aubert                 |              | Médecin à Craon                                                                                             |
| 1839                                     | 1871         | Eugène Julliot            |              | Propriétaire, maire de Saint-Aignan-sur-Roë                                                                 |
| 1871                                     | 1876 (décès) | M. Bourdais               |              | Propriétaire à Renazé                                                                                       |
| Juil.1876                                | 1877         | M. Bâtard                 | Républicain  | |
| 1877                                     | 1892         | Alfred Guédon             |              | Propriétaire à Craon                                                                                        |
| 1883                                     | 1902 (décès) | Pierre-Gabriel Julliot    | Conservateur | Propriétaire à Craon, ancien percepteur, maire de Saint-Aignan-sur-Roë                                      |
| 1892                                     | 1898         | Joseph Allard             | Conservateur | Propriétaire, ancien maire de Saint-Aignan-sur-Roë                                                          |
| 1902                                     | 1919         | Joseph Thierry            | Républicain  | Propriétaire, adjoint puis maire de Congrier                                                                |
| 1904                                     | 1919         | Louis René Letourneur     | Républicain  | Agriculteur, maire de La Roë                                                                                |
| 1919                                     | 1922         | Joseph Rivière            |              | Maire de Ballots                                                                                            |
| 1919                                     | 1931         | Auguste Lamy              |              | Médecin, adjoint au maire de Renazé                                                                         |
| 1922                                     | 1940         | Georges Hervé (1882-1955) | Radical      | Maire de La Roë (1925-1953)                                                                                 |
| 1931                                     | 1940         | Édouard Guillet           | Républicain  | Adjoint puis maire de Saint-Aignan-sur-Roë                                                                  |
| 1940                                     |              |                           |              | Les conseils d'arrondissement ont été suspendus par la loi du 12 octobre 1940 et n'ont jamais été réactivés |
| Les données manquantes sont à compléter. |              |                           |              | |

Le canton participe à l'élection du député de la deuxième circonscription de la Mayenne.
Source : Répertoire numérique des annuaires administratifs de la Mayenne. https://archives.lamayenne.fr/archives-en-ligne/ead.html?id=FRAD053_2NUM242&c=FRAD053_2NUM242_e0000017&qid=

## Composition
Le canton de Saint-Aignan-sur-Roë comptait 8 256 habitants en 2012 (population municipale) et groupait douze communes :
- Ballots ;
- Brains-sur-les-Marches ;
- Congrier ;
- Fontaine-Couverte ;
- Renazé ;
- La Roë ;
- La Rouaudière ;
- Saint-Aignan-sur-Roë ;
- Saint-Erblon ;
- Saint-Michel-de-la-Roë ;
- Saint-Saturnin-du-Limet ;
- Senonnes.

À la suite du redécoupage des cantons pour 2015, toutes les communes sont rattachées au canton de Cossé-le-Vivien.
Contrairement à beaucoup d'autres cantons, le canton de Saint-Aignan-sur-Roë n'incluait aucune commune supprimée depuis la création des communes sous la Révolution.

## Démographie
| 1962  | 1968  | 1975  | 1982  | 1990  | 1999  | 2006  | 2011  | 2012  |
| ----- | ----- | ----- | ----- | ----- | ----- | ----- | ----- | ----- |
| 9 936 | 9 559 | 8 714 | 8 507 | 8 412 | 8 227 | 8 151 | 8 245 | 8 256 |